# 三機サービス
株式会社三機サービス（さんきサービス、SANKI SERVICE CORPORATION）は、1977年7月に設立された兵庫県姫路市に本社を置く空調メンテナンス会社である。

## 概要
空調メンテナンスを主な事業とする会社である。
メーカー・サイズを問わずメンテナンスを行う「空調メンテナンス事業」、全国多店舗展開のお客様の施設を一括でメンテナンスを行う、「トータルメンテナンス事業」、省エネ化工事などの環境改善事業を主（しゅ）として行う「設備・環境ソリューション事業」を事業の核としている。

## 業績
| 資本金         | 616,652,000円    |
| 発行済株式総数 | 6,583,485株      |
| 売上高         | 19,430,983,000円 |
| 営業利益       | 736,613,000円    |
| 経常利益       | 758,787,000円    |
| 純利益         | 467,894,000円    |
| 純資産         | 4,214,183,000円  |
| 総資産         | 8,612,585,000円  |

※2024年5月31日時点

## 沿革[1]
- 1977年
  - 7月 - 兵庫県姫路市飾東町に大型空調機器の据付・組立・試運転及び保守管理を目的として、株式会社三機サービスを設立（資本金5,000千円）
三洋空調システムサービス株式会社（現 パナソニック産機システムズ株式会社）の大阪センター事務所内に、当社の大阪センターを開設（1989年6月 大阪センターを大阪府吹田市に移転）
  - 10月 - 東京都江東区に東京センターを開設（現 東京事業所）
- 1977年 4月 - 愛知県名古屋市昭和区に名古屋センターを開設
- 1983年
  - 6月 - ソフトウェア開発のシステムエンジニア派遣を目的として、ソフトウェア開発業務を開始
  - 10月 - 静岡県静岡市葵区に静岡センターを開設
- 1986年 5月 - 兵庫県神戸市兵庫区に神戸センターを開設（2005年10月 兵庫県神戸市長田区に移転）
- 1988年 9月 - 本社を兵庫県姫路市野里に移転
- 1991年 11月 - 一般建設業許可〔管工事業〕を登録
- 1995年 12月 - 名古屋センターと静岡センターを統合し、愛知県名古屋市昭和区に東海センターを開設（2007年10月 愛知県名古屋市中川区に移転）。
東海センター支部として静岡ステーション（現 静岡センター、静岡県静岡市駿河区）と浜松ステーション（現 浜松センター、静岡県浜松市中央区）を開設
- 1996年 11月 - 特定建設業許可〔管工事業〕を登録
- 1998年 9月 - 中国上海市に空調機器の保守・メンテンナス業務を目的とした上海三機大楼設備維修有限公司（現 連結子会社）を設立
- 2000年 9月 - 東京都江東区に24時間365日対応のコールセンターを開設
トータルメンテナンス事業の全国展開を開始
- 2001年 10月 - 北海道札幌市東区に札幌営業所（現 札幌センター）を開設
- 2002年 6月 - 兵庫県姫路市に兵庫事業開発部（現 姫路センター）を開設
- 2003年 9月 - 特定建設業許可〔建築工事業〕を登録
- 2007年 3月 - 一般建設業許可〔電気工事業〕を登録
- 2008年 10月 - 本社を兵庫県姫路市東延末に移転
- 2012年 2月 - 中国上海市に24時間365日対応のコールセンターを開設
- 2015年
  - 4月 - 東京証券取引所JASDAQ(スタンダード)市場に上場
  - 6月 - 神奈川県川崎市多摩区に横浜センターを開設
- 2016年
  - 3月 - 本社を兵庫県姫路市阿保に移転
  - 4月 - 兵庫県姫路市阿保にコールセンター、研修センターを開設
東京証券取引所市場第二部へ市場変更
  - 8月 - 特定建設業許可〔内装仕上工事業〕を登録
  - 12月 - 福岡県福岡市博多区に福岡営業所を開設
大阪府吹田市に江坂営業所を開設
- 2017年
- 4月 - 東京証券取引所市場第一部に指定
  - 9月 - 特定建設業許可〔解体工事業〕を登録
- 2020年 2月 - 和歌山県和歌山市に和歌山営業所を開設
- 2021年 3月 - 特定建設業許可〔電気工事業〕を登録
- 2022年
  - 4月 - 東京証券取引所スタンダード市場に移行
  - 10月 - 新潟県新潟市中央区に新潟営業所を開設
  - 12月 - 株式会社兵庫機工を株式交換により完全子会社化
- 2023年 12月 - 長沼冷暖房株式会社の全株式を取得し完全子会社
- 2024年 1月 - 宮城県仙台市若林区に仙台営業所を開設

## 社会貢献やサステナビリティ

### CSR活動
2017年-2025年：千葉県「法人の森」事業参画

### ESG経営
2024年：全日本大学準硬式野球連盟主催〜三機サービス杯〜全日本大学東西対抗日本一決定戦のメインスポンサー参画

### 人的資本経営
2023年：健康経営優良法人に認定

2024年；健康経営優良法人ホワイト500に認定

2025年：健康経営優良法人ホワイト500（二回目）および健康経営銘柄2025に認定

## 関連会社
- 上海三機大楼設備維修有限公司
- 株式会社兵庫機工
- 長沼冷暖房株式会社